# John Lund

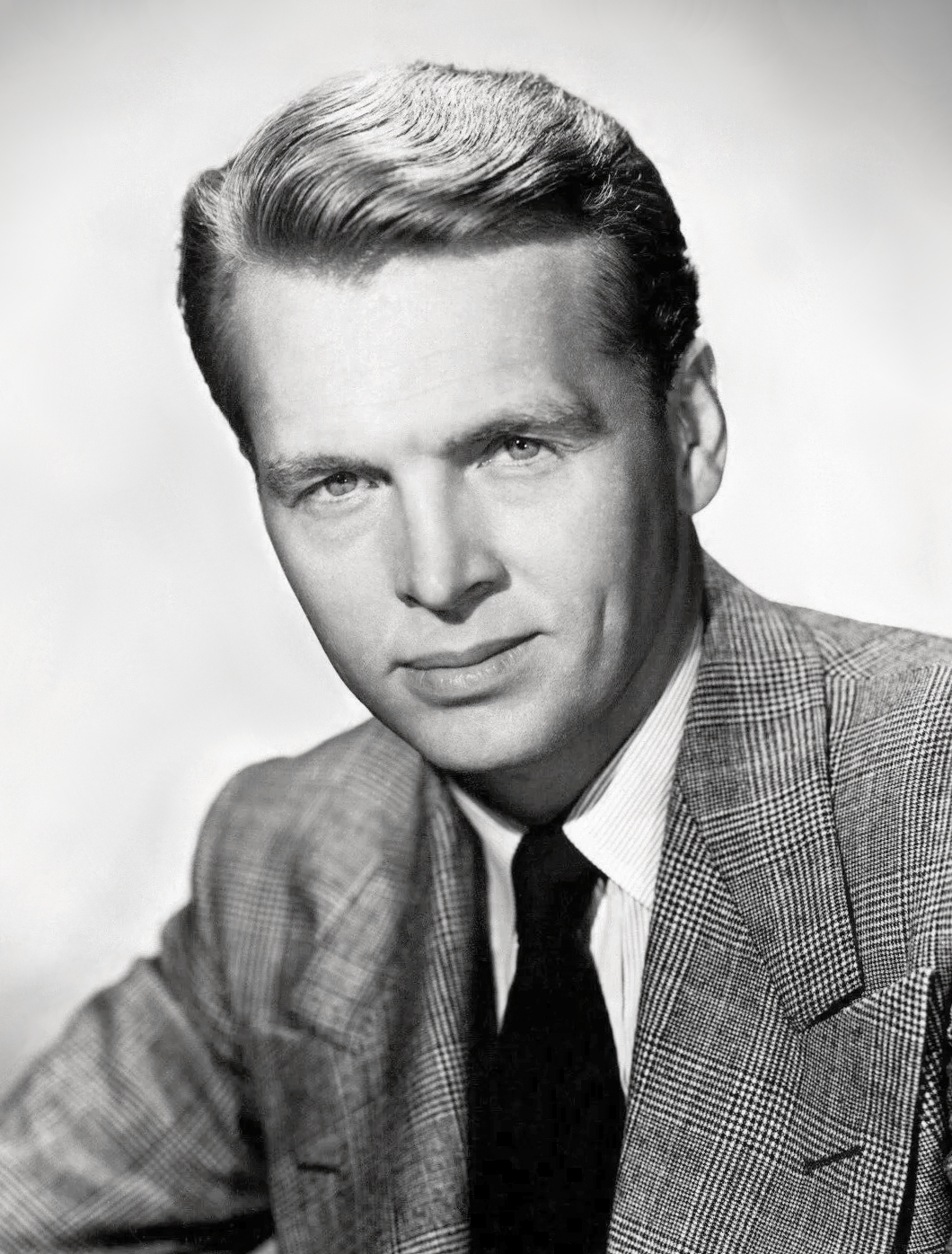
John Lund (1951)

John Lund (* 6. Februar 1911 in Rochester, New York; † 10. Mai 1992 in Los Angeles, Kalifornien) war ein US-amerikanischer Schauspieler.

## Leben und Karriere
John Lund wurde als Sohn eines Norwegers geboren und übernahm zunächst kleinere Jobs, ehe er in den 1930er-Jahren bei einer Werbeagentur eine feste Anstellung fand. Zur Schauspielerei kam er durch Zufall: Während seiner Arbeit in der Werbeagentur empfahl ein Freund Lund für eine Rolle in einem Werbespot zur Weltausstellung 1939 in New York; nach dem Dreh des Werbespots begann sich Lund für Theater und Film zu interessieren. Im Jahr 1941 debütierte er in dem Shakespeare-Stück Wie es euch gefällt am Broadway. Für das Broadway-Stück New Faces of 1943 schrieb er das Drehbuch. Endgültige Anerkennung brachte ihm 1945 das Stück The Hasty Heart, das ihn auch für Hollywood interessant machte. Lund arbeitete ferner regelmäßig für das Radio, etwa in der Radioserie Chaplain Jim.
Seine erste Kinorolle – es war eine Doppelrolle – übernahm Lund 1946 in dem Filmdrama Mutterherz an der Seite von Olivia de Havilland. Den endgültigen Durchbruch erlangte er mit seiner Rolle in dem Billy-Wilder-Film Eine auswärtige Affäre, in dem er neben Marlene Dietrich und Jean Arthur die männliche Hauptrolle spielte. Ein weiterer großer Erfolg war im selben Jahr der Film Die Nacht hat tausend Augen. Hier übernahm er eine der Hauptrollen an der Seite von Edward G. Robinson und Gail Russell. John Lund erhielt einen langjährigen Vertrag bei Paramount Pictures. Er spielte in der Folgezeit zahlreiche wichtige Rollen an der Seite von vornehmlich weiblichen Stars, ohne jedoch selbst den Sprung in die Topliga Hollywoods zu schaffen. In den 1950er-Jahren war Lund weiterhin in einer Reihe von erfolgreichen Filmen zu sehen, etwa als spröder Verlobter von Grace Kelly im Filmmusical Die oberen Zehntausend mit Bing Crosby und Frank Sinatra als seine Rivalen um Kellys Gunst. In den Jahren von 1952 bis 1954 war John Lund vor allem für das Radio tätig. Er hatte hier einen Vertrag bei der CBS-Radioshow Yours Truly, Johnny Dollar. Mitte der 1960er-Jahre kehrte Lund nach insgesamt 28 Kinofilmen der Schauspielerei den Rücken. Anschließend war er mit Erfolg als Geschäftsmann in der Gegend um Los Angeles tätig.
Von 1950 bis 1959 war Lund der Vizepräsident der Schauspielergilde. Von 1942 bis zu ihrem Tod 1982 war er mit dem Model Marie Lund verheiratet. John Lund verstarb 1992 im Alter von 81 Jahren.

## Filmografie
- 1946: Mutterherz (To Each His Own)
- 1947: Pauline, laß das Küssen sein (The Perils of Pauline)
- 1947: Mädchen für Hollywood (Variety Girl) (Cameo)
- 1948: Eine auswärtige Affäre (A Foreign Affair)
- 1948: Die Nacht hat tausend Augen (Night Has a Thousand Eyes)
- 1948: Miss Tatlock’s Millions
- 1949: Bride of Vengeance
- 1949: My Friend Irma
- 1950: Entgleist (No Man of Her Own)
- 1950: Irma, das unmögliche Mädchen (My Friend Irma Goes West)
- 1950: Die Venus verliebt sich (Duchess of Idaho)
- 1951: SOS – Zwei Schwiegermütter (The Mating Season)
- 1951: Darling, How Could You!
- 1952: Steel Town
- 1952: Die Schlacht am Apachenpaß (The Battle at Apache Pass)
- 1952: Bronco Buster
- 1952: Just Across the Street
- 1953: Am Tode vorbei (Woman They Almost Lynched)
- 1953: Serenade in Rio (Latin Lovers)
- 1955: Die weiße Feder (White Feather)
- 1955: Fünf Revolver gehen nach Westen (Five Guns West)
- 1955: Der Speer der Rache (Chief Crazy Horse)
- 1956: Battle Stations
- 1956: Die oberen Zehntausend (High Society)
- 1956: Die Todesschlucht von Laramie (Dakota Incident)
- 1957: Affair in Reno
- 1960: Auf schrägem Kurs (The Wackiest Ship in the Army)
- 1962: … gefrühstückt wird zu Hause (If a Man Answers)